# حارة بئر الحواتي (صنعاء)

تعديل مصدري - تعديل

حارة بئر الحواتي هي إحدى حارات حي الحصبة بمديرية الثورة إحد مديريات العاصمة اليمنية صنعاء، بلغ تعداد سكانها 2276 نسمة حسب تعداد اليمن لعام 2004.